# 속초시의 향토문화유산
속초시의 향토문화유산은 다음 각 호에 해당하는 것을 말한다.
1. 「문화재보호법」, 「강원도 문화재 보호조례」, 「전통사찰의 보존 및 지원에 관한 법률」 등의 규정에 따라 국가·도 지정문화재, 전통사찰 등으로 지정되지 않은 것으로써 향토의 역사적, 예술적, 학술적, 기술적, 경관적 가치가 있는 유·무형의 자원 및 자료와 이에 준하는 고고자료
2. 향토문화재로서 보존가치가 있을 것으로 기대되는 유적
3. 향토문화, 토속, 풍속을 연구하는데 필요한 자료
4. 향토문화기반시설 확충, 조성연구에 필요한 자료
5. 그 밖에 시장이 위원회의 심의를 거쳐 보존·보호·관리가 필요하다고 인정하는 것

## 참고 문헌
- 속초시 홈페이지 - 고시/공고